# Угнай
Угнай — упразднённая деревня в Нижнеудинском районе Иркутской области России.  

## География
Деревня находилась на берегу реки Угнайка впадающей в реку Ишидей (бассейн реки Икей). Расстояние до Нижнеудинска (райцентр) 120 км.

### Климат
Климат резко континентальный. Продолжительность безморозного периода — 115—120 дней. Максимум осадков наблюдается в июле.

## История
Деревня основана в 1903 году как переселенческий участок на 146 душевых долей. К 1906 году заселение еще не началось.
Заселена не позднее 1909 года. Относилась к Икейской волости Нижнеудинского уезда.
Деревня была упразднена в 1960-е годы.